# François Grin
François Grin (14 de setembre de 1959), és un economista suís. Un dels seus camps de recerca és l'economia de les llengües.
Grin va estudiar ciències econòmiques a la Universitat de Ginebra i va aconseguir un doctorat summa cum laude el 1989. Més tard exerceix de professor a les universitats de Mont-ral i de Washington (a Seattle), professor associat a la Universitat de Ginebra i sotsdirector del Centre Europeu per a les Qüestions de les Minories en Flensburg (Alemanya). A partir del 2001 va ser professor visitador de la Universitat de Lugano; el 2003 es va convertir en professor de la universitat de Ginebra.
Dins de les seves activitats de recerca s'ocupa de la situació lingüística a Suïssa, a la Unió Europea i de les seves conseqüències econòmiques. Sobre això, és l'autor d'un informe nomenat L'enseignement des langues comme politique publique (L'ensenyament de les llengües com a política pública) més conegut amb el títol Informe Grin presentatt a l'octubre de 2005. Grin indica en aquest document que escollir l'esperanto a la UE suposaria un estalvi anual de com a mínim 25 mil milions d'euros –més de 54 € per habitant–.Des de febrer del 2013 existeix una petició per seguir les recomanacions de l'informe Grin. D'altra banda, ha proposat un impost lingüístic per compensar els desavantatges d'aquells països amb llengües desfavorides.
A més a més, Grin ha estudiat la situació del la llengua calmuc, idioma minoritari a Rússia.